# Bilusius serratus
Bilusius serratus är en insektsart som beskrevs av Ribaut 1952. Bilusius serratus ingår i släktet Bilusius och familjen dvärgstritar. Inga underarter finns listade i Catalogue of Life.